# オーストラレシアン・スケッチャー・ウィズ・ペン・アンド・ペンシル
オーストラレシアン・スケッチャー・ウィズ・ペン・アンド・ペンシル（英語: Australasian Sketcher with Pen and Pencil）は、1873年から1889年までメルボルンで発行されたジ・アーガスによる月刊誌である。

## 歴史と略歴

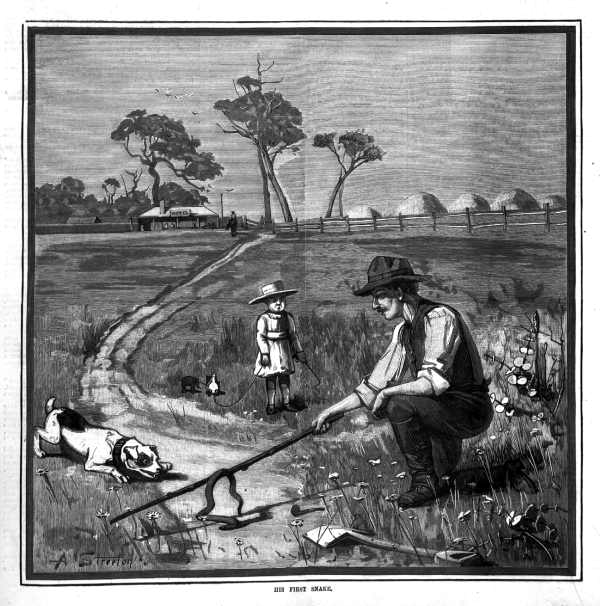
初めての蛇（アーサー・ストリートン画）

スケッチャーは1873年4月より月1のペースで発行された雑誌である。雑誌の名称は所有権を持つジャーナリストのエドワード・ウィルソン、田園詩人および政治家のラクラン・マキノン等によって名付けられた。
この雑誌にはオリジナル記事、文芸作品、舞台作品の批評、人の心を引き付ける「オーストラリアやニュージーランドにおける著名人の公私生活やイベント」を捉えた冒険心のある記事だけではなく、多くのイラストや版画なども掲載されていた。写真技術が普及する前の植民地生活を記録した重要なグラフ雑誌である。
スケッチャーは画家のルイ・ビュベロやジョン・ガリー、政治漫画家のトム・キャリントン、そしてイラストレーターのジュリアン・アシュトンのような著名な芸術家を多く採用した。そうした中で1889年1月24日、アーサー・ストリートンの最初の白黒作品が公開された。
この出版物に寄稿した作家や詩人の中にはマーカス・クラークやジェームズ・ブラントン・スティーブンスも含まれている。その後の雑誌は文芸作品の掲載がより少なくなった一方で、ニュース記事に関する挿絵が増えていった。1880年、月1回の定期刊行物に戻る1882年までの少しの間だけ隔週刊行物に移行した。1889年、オーストラレシアン・ポストに吸収された。
1875年からは月刊誌『ザ・イラストレイティド・アデレード・ポスト』を組み入れたアデレード版を発行した。これはフリアーソン兄弟が発行した最初の刊行物である『ザ・イラストレイティド・アデレード・ニュース』の初版が発行された時期と一致する。